# Osio Sopra
Osio Sopra ist eine Gemeinde in der Provinz Bergamo in der italienischen Region Lombardei mit 5180 Einwohnern (Stand 31. Dezember 2023).

## Geographie
Osio Sopras Nachbargemeinden sind Dalmine, Filago, Levate und Osio Sotto.

## Sehenswürdigkeiten
- Die Pfarrkirche San Zenone stammt aus dem Mittelalter. Es wird gesagt, dass die Kirche aus den Überresten eines nicht mehr bestehenden heiligen Gebäudes erbaut wurde.

- Das Santuario della madonna della Scopa stammt aus dem 15. Jahrhundert und wurde mehrfach restauriert – zuletzt im 20. Jahrhundert.

- Der Palazzo Camozzi-Andreini, auch Palazzo delle Gigine, wurde im 18. Jahrhundert als Bibliothek errichtet.